# ヤルミラ・ガイドソバ
ヤルミラ・ガイドソバ（Jarmila Gajdošová, 1987年4月26日 - ）は、オーストラリアの女子プロテニス選手。スロバキア・ブラチスラヴァ出身。2013年全豪オープン混合ダブルスでマシュー・エブデンと組み優勝した。WTAツアーでシングルス2勝、ダブルス1勝を挙げた。自己最高ランキングはシングルス25位、ダブルス31位。身長174cm、体重67kg。右利き、バックハンド・ストロークは両手打ち。結婚により改姓し2009年から2011年まではヤルミラ・グロート（Jarmila Groth）、2016年からはヤルミラ・ウルフ（Jarmila Wolfe）と名乗っている。

## 来歴
7歳でテニスを始め、2005年にプロに転向。
4大大会は2006年全豪オープンで初出場した。2006年全米オープンではディナラ・サフィナとの3回戦まで進出した。
2009年にオーストラリアのテニス選手サム・グロートと結婚した。国籍もオーストラリアに変更し、ヤルミラ・グロートと名乗るようになる。
2010年全仏オープンと2010年ウィンブルドン選手権でシングルス自己最高の4回戦に進出した。9月の広州大会の決勝でアーラ・クドゥリャフツェワを 6–1, 6–4 で破りWTAツアー初優勝を果たした。
2011年に離婚し、旧姓のガイドソバに戻した。2011年5月16日付のランキングで自己最高のシングルス25位を記録している。
2012年のロンドン五輪でオリンピックに初出場した。アナスタシア・ロディオノワと組んでダブルスに出場し、1回戦でロシアのエカテリーナ・マカロワ&エレーナ・ベスニナ組に 1-6, 4-6 で敗れた。
2013年全豪オープンではマシュー・エブデンと組んだ混合ダブルスで決勝に進出した。決勝で&ルーシー・ハラデツカ&フランティシェク・チェルマク組を 6–3, 7–5 で破り優勝した。
2015年10月に再婚し、ヤルミラ・ウルフに登録名を変更した。2016年8月にアメリカ・ランディズビルで開催されたITF女子サーキット大会が最後の出場となり、2017年1月に現役引退を発表した。
2017年11月、第1子の女児を出産している。

## WTAツアー決勝進出結果

### シングルス: 2回 (2勝0敗)
| 大会グレード          | 大会グレード                 |
| 2008年以前            | 2009年以後                   |
| --------------------- | ---------------------------- |
| グランドスラム (0–0)  |                              |
| WTAファイナルズ (0–0) |                              |
| ティア I (0–0)        | プレミア・マンダトリー (0-0) |
| ティア I (0–0)        | プレミア5 (0-0)              |
| ティア II (0–0)       | プレミア (0–0)               |
| ティア III (0–0)      | インターナショナル (2–0)     |
| ティア IV ＆ V (0–0)  | インターナショナル (2–0)     |

| 結果 | No. | 決勝日        | 大会     | サーフェス | 対戦相手                   | スコア   |
| ---- | --- | ------------- | -------- | ---------- | -------------------------- | -------- |
| 優勝 | 1.  | 2010年9月19日 | 広州     | ハード     | アーラ・クドゥリャフツェワ | 6–1, 6–4 |
| 優勝 | 2.  | 2011年1月15日 | ホバート | ハード     | ベサニー・マテック＝サンズ | 6–4, 6–3 |

### ダブルス: 6回 (1勝5敗)
| 結果   | No. | 決勝日        | 大会               | サーフェス    | パートナー         | 対戦相手                                | スコア            |
| ------ | --- | ------------- | ------------------ | ------------- | ------------------ | --------------------------------------- | ----------------- |
| 優勝   | 1.  | 2006年8月13日 | ストックホルム     | ハード        | エバ・ブリネロバ   | 晏紫 鄭潔                               | 0–6, 6–4, 6–2     |
| 準優勝 | 1.  | 2007年2月25日 | メンフィス         | ハード (室内) | 森上亜希子         | ニコル・プラット ブリアン・スチュワート | 5–7, 6–4, [5–10]  |
| 準優勝 | 2.  | 2011年7月17日 | バートガシュタイン | クレー        | ユリア・ゲルゲス   | エバ・ブリネロバ ルーシー・ハラデツカ   | 6–4, 2–6, [10–12] |
| 準優勝 | 3.  | 2012年7月15日 | スタンフォード     | ハード        | バニア・キング     | マリーナ・エラコビッチ ヘザー・ワトソン | 5–7, 6–7(7)       |
| 準優勝 | 4.  | 2012年9月22日 | 広州               | ハード        | モニカ・ニクレスク | タマリネ・タナスガーン 張帥             | 6–2, 2–6, [8–10]  |
| 準優勝 | 5.  | 2016年1月16日 | ホバート           | ハード        | キンバリー・ビレル | 韓馨蘊 クリスティナ・マクヘール         | 3–6, 0–6          |

## 4大大会シングルス成績
略語の説明
| W | F | SF | QF | #R | RR | Q# | LQ | A | Z# | PO | G | S | B | NMS | P | NH |

W=優勝, F=準優勝, SF=ベスト4, QF=ベスト8, #R=#回戦敗退, RR=ラウンドロビン敗退, Q#=予選#回戦敗退, LQ=予選敗退, A=大会不参加, Z#=デビスカップ/BJKカップ地域ゾーン, PO=デビスカップ/BJKカッププレーオフ, G=オリンピック金メダル, S=オリンピック銀メダル, B=オリンピック銅メダル, NMS=マスターズシリーズから降格, P=開催延期, NH=開催なし.
| 大会           | 2003 | 2004 | 2005 | 2006 | 2007 | 2008 | 2009 | 2010 | 2011 | 2012 | 2013 | 2014 | 2015 | 2016 | 通算成績 |
| -------------- | ---- | ---- | ---- | ---- | ---- | ---- | ---- | ---- | ---- | ---- | ---- | ---- | ---- | ---- | -------- |
| 全豪オープン   | A    | LQ   | LQ   | 1R   | 1R   | 1R   | 1R   | 1R   | 1R   | 1R   | 1R   | 1R   | 2R   | 1R   | 1–11     |
| 全仏オープン   | A    | LQ   | LQ   | 2R   | 1R   | 1R   | 3R   | 4R   | 3R   | 2R   | A    | LQ   | 1R   | A    | 9–8      |
| ウィンブルドン | A    | LQ   | A    | 1R   | 2R   | LQ   | 2R   | 4R   | 3R   | 1R   | A    | 2R   | 1R   | A    | 8–8      |
| 全米オープン   | LQ   | LQ   | LQ   | 3R   | 1R   | A    | 1R   | 1R   | 2R   | 1R   | A    | 1R   | 1R   | A    | 3–7      |